# Боковой канал Луары
Боковой канал Луары (фр. Canal latéral à la Loire) — канал во Франции.
Канал был построен в 1822—1838 годах. В данный момент он часть системы, соединяющей бассейны Луары и Соны. Длина канала — 196 км, на нём построено 37 шлюзов. Боковой канал Луары соединяет Центральный канал в Дигуэне с Бриарским каналом в Бриаре.
Максимальная высота канала — 234 м над уровнем моря (в Дигуэне), наименьшая — 137 м (в Бриаре).